# 拜音圖
拜音圖（?—17世纪?），滿洲愛新覺羅氏。篤義剛果貝勒巴雅喇第二子。清太祖努爾哈赤侄子。
拜音圖初時事奉皇太極，授職為三等昂邦章京、鑲黃旗固山額真。崇德元年（1636年）五月，跟從武英郡王阿濟格侵略保定，攻克安肅。當年十月，拜音圖上獻所獲取的戰利品於篤恭殿，皇太極以拜音圖戰不忘君，對他大大嘉許。跟從大軍討伐朝鮮，騎兵入城，收其輜重。崇德三年（1638年），跟從睿親王多爾袞討伐明，偕同固山額真圖爾格打敗敵軍於董家口，拆毀邊牆而入，攻克青山關下城。崇德六年（1641年），拜音圖弟鞏阿岱跟從大軍圍攻錦州，臨陣退撓，拿下由王大臣審問其罪行，拜音圖因拂袖而出，而徇私庇護之罪，論罪當死，命奪去對爵位官職，罰鍰而贖罪。後來因率師助多爾袞攻打錦州，再偕同多鐸圍攻松山。崇德七年（1642年），復授職為固山額真。
順治二年（1645年），拜音圖跟從多鐸西征，打敗敵軍於潼關，被封為一等鎮國將軍，賜繡服一襲。復跟從大軍南征，攻克揚州，又以舟師破其敵軍於江南岸，偕同貝子博洛攻下杭州。論功行賞，賜金八十兩、銀四千兩、鞍馬一副。順治三年（1646年），授三等公。順治四年（1647年），進封為鎮國公。順治五年（1648年），進封為貝子，跟從阿濟格戍守大同。叛將姜瓖既死，餘黨猶分據郡邑。順治六年（1649年），攻拔沁州，復在潞安圍攻姜瓖部將胡國鼎，殲滅其部隊，進位為貝勒。
鞏阿岱事奉多爾袞，為多爾袞信任，累進封貝子。多爾袞逝世後，因黨附之罪而被殺。拜音圖亦因此事受牽連遭幽禁，於順治九年（1652年），以罪削爵，被廢黜宗室資格。嘉慶四年（1799年），清仁宗命恢復宗籍，賜紅帶。